# 이덕건
이덕건은 대한민국의 KBS 드라마본부의 프로듀서이다.

## 생애
1985년 대학졸업 후 언론사 기자를 목표로 서울로 상경, 언론고시를 준비하였으나 신문기자보다는 향후 방송이 각광을 받을 것으로 판단하여 방송기자를 목표로 삼았다. 하지만 사투리를 쓴다는 결정적 핸디캡으로 기자 대신 PD쪽으로 선회하여 KBS 드라마본부에 입사하였다.
처음 <유머 일번지>, <전국노래자랑>의 조연출을 시작으로, 드라마 <애정의 조건>, <토지>, <달빛가족>, <서울뚝배기> 등에서 현장 경험을 쌓았다. 1993년 드라마 게임 <쌀>로 입봉하여 이후 <아름다운 유혹>, <별난여자 별난남자>, <미우나 고우나>, <바람 불어 좋은 날>, <사랑은 노래를 타고> 등 일일극 연출을 맡아 성공시키며 KBS 일일극의 상징인 감독으로 각인됐다.
2008년 12월에는 KBS 드라마의 편성 기획을 담당하는 KBS 드라마운영팀의 총괄프로듀서를 역임하였다. 그 외에 수목드라마인 <해신>, <장밋빛 인생>, <위대한 유산>, <투명인간 최장수>, <달자의 봄>, <마왕> 등의 책임프로듀서(CP)를 맡기도 했다.

## 학력
- 대구수창초등학교
- 경일중학교
- 청구고등학교
- 경북대학교 사회학과 학사

## 경력
- KBS 드라마본부 PD
- KBS 드라마본부 편성기획팀장 (부장급)

## TV 방송
| 연도      | 방송사 | 제목                              | 담당       | 비고 |
| --------- | ------ | --------------------------------- | ---------- | ---- |
| 1994      | KBS2   | 사라비아 공화국                   | 연출       |      |
| 1995      | KBS2   | 가면 속의 천사                    | 연출       |      |
| 1997      | KBS2   | 폭풍 속으로                       | 연출       |      |
| 1999      | KBS2   | 우리는 길 잃은 작은 새를 보았다   | 연출       |      |
| 2002      | KBS2   | 색소폰과 찹쌀떡                   | 연출       |      |
| 2004      | KBS2   | 아름다운 유혹                     | 연출       |      |
| 2005      | KBS2   | 장밋빛 인생                       | 기획       |      |
| 2005~2006 | KBS1   | 별난여자 별난남자                 | 연출       |      |
| 2007      | KBS1   | 미우나 고우나                     | 연출       |      |
| 2008      | KBS2   | 돌아온 뚝배기                     | 연출       |      |
| 2010      | KBS1   | 바람 불어 좋은 날                 | 연출       |      |
| 2012      | KBS2   | 사랑아 사랑아                     | 연출       |      |
| 2013      | KBS2   | KBS 드라마 스페셜 - 불침번을 서라 | 연출       |      |
| 2013      | KBS1   | 사랑은 노래를 타고                | 연출       |      |
| 2015      | KBS2   | 별난 며느리                       | 연출       |      |
| 2016      | KBS1   | 별난가족                          | 연출       |      |
| 2018      | KBS2   | 파도야 파도야                     | 연출       |      |
| 2023      | KBS2   | 우아한 제국                       | 크리에이터 |      |
| 2023      | KBS1   | 우당탕탕 패밀리                   | 연출       |      |

## 참고 사항
- 경북대학교 학보사에 몸을 담고 있던 1978년 데모에 몇 번 가담한 일로 요주의 인물로 찍힌 적이 있었다.[2]
- 1995년, KBS 1TV 인간극장 6화 <마이더스의 손> 촬영 당시 출연진에 속했던 탤런트의 매니저로부터 술자리 향응을 제공받아 1월 28일 배임수재 혐의로 구속되었으며[3][4][5] 같은 해 8월 28일 배임수재죄가 적용되어 벌금 200만원을 선고받았다.[6]
- 연출했던 KBS 1TV 인간극장 6화 <마이더스의 손>의 기획자는 김재현, 조연출자는 어수선이었으며 선우재덕, 김명수, 이응경, 선우은숙, 손종범이 출연하였다. 기획자 김재현 역시배임수재 혐의로 구속된 전과가 있었다.[7]
- 결국 1997년 7월 12일부터 10월 5일까지 9시에 방영된 KBS 2TV 전설의 고향 16화 '걸귀'(8월 31일)와 26화 '초야'(10월 5일, 마지막회)로 복귀하였는데 SBS <이웃집 여자>[8]와 경쟁한 바 있다.